# Iván Ózerov
Ozerov Ivan Christoforovich (seudónimo de Ikhorov, 1869–1942) - profesor ruso, financiero, economista, especialista en planificación urbana, escritor de prosa.

## Biografía
Nació en 1869 en una familia campesina. Estudió en la escuela folklórica de dos años y mostró allí tales habilidades, que las maestras aconsejaron y ayudaron a la madre a organizar a Ivan en la escuela de la ciudad de Chukhloma, y luego estudió en el gimnasio Kostroma para una beca Susanin (1881-1889). Después de graduarse de la escuela secundaria con una medalla de oro, Ingresó en la facultad de derecho de la Universidad de Moscú. Bajo la dirección del profesor I. I. Yanzhula se dedicó a las ciencias económicas. Después de graduarse de la Universidad de Moscú con un diploma de 1er grado, fue en noviembre de 1893 determinado como candidato menor para cargos judiciales en el Tribunal de Justicia de Moscú y desde enero de 1894 partió en el departamento de Derecho Financiero para preparar una cátedra.
Desde marzo de 1895 - docente privado de la Universidad de Moscú. En enero de 1896 fue enviado a una misión científica a Europa. En Alemania, Inglaterra, Francia y Suiza, recopiló materiales sobre las características del desarrollo de los sistemas tributarios y los principios básicos del derecho financiero, política aduanera, la relación de empresarios y trabajadores contratados, la evolución de la cooperación, etc.
En 1898 recibió una maestría por su tesis "Impuesto sobre la renta en Inglaterra y las condiciones económicas y sociales de su existencia".
En febrero de 1900 defendió su tesis doctoral "Las principales tendencias en el desarrollo de la tributación directa en Alemania en relación con las condiciones económicas y sociales" y fue nombrado primer extraordinario (1901), y desde marzo de 1903, profesor ordinario del departamento de derecho financiero de la Universidad de Moscú. En el siglo XX I. Kh. Ozerov ganó la reputación de uno de los economistas rusos más respetados. Gracias a sus conferencias, Ozerov disfrutó del mismo respeto y simpatía entre los estudiantes de la Universidad de Moscú (entre sus alumnos y amigos estaban los poetas M. A. Voloshin y L. L. Kobylinsky). Ozerov tuvo la idea de crear un banco estudiantil en Moscú para la emisión de préstamos educativos con la condición de pagarlos después del final del curso.
I. Kh. Ozerov soñó con el momento en que "la educación disipará la oscuridad que rodea el mercado, el hombre se vuelve más audaz, más móvil, no será solo un caracol engorroso, crecido hasta su acantilado: las olas de la vida económica están actualmente en alza, y tienes que ser capaz de romper los acantilados a tiempo, cambiar de lugar, adaptarse a las nuevas condiciones, y aquí el estado tiene tareas importantes, es por eso que la tarea de ampliar los horizontes de la población, la tarea de la educación pública juega un papel importante en el momento presente ".
Ozerov no era un científico de escritorio, como científico práctico, iluminador entusiasta e incansable. "Yo, como hijo de los trabajadores, quería ser útil, y siendo criados a expensas de la gente, subiendo sobre sus hombros, quería ser una difusión útil de conocimiento entre ély el despertar en él de energía y creatividad en la vida económica ", - escribió.
En 1901 participó en las actividades de Moscú "Sociedad de asistencia mutua de trabajadores de la producción mecánica", creado por iniciativa de S.V. Zubatov.  Organizó conferencias populares para los trabajadores en el Museo Histórico en Moscú y redactó el estatuto de la Compañía. Cuando se supo que el departamento de seguridad estaba involucrado en la creación de una sociedad, Ozerov no abandonó las conferencias y convocó algo así como un tribunal de arbitraje de figuras públicas, quien reconoció las actividades de los profesores útiles.
Contó sobre su participación en las actividades de la compañía en detalle en el libro "Política sobre el tema del trabajo en Rusia en los últimos años".
En el verano de 1907, Ozerov fue transferido a la Universidad de Petersburg, permaneciendo al mismo tiempo y un profesor en la Universidad de Moscú - era un profesor asistente privado de derecho. También enseñó en los cursos de mujeres de Bestuzhev y en los cursos superiores femeninos de N. Ra. Raev en Petersburgo, y también en la Academia Pedagógica.
En julio de 1911, nuevamente fue nombrado profesor ordinario en la Instituto Comercial de Moscú y dirigió el departamento de derecho financiero hasta abril de 1917. Al mismo tiempo fue desde octubre de 1912 profesor supernumerario en el Instituto Comercial de Moscú, enseñó finanzas e historia del hogar y estudios económicos en la Universidad de la Ciudad de Moscú que llevan el nombre de A.L. Shanyavsky. Desde 1914 - miembro del comité de pruebas legales de la Universidad de Moscú.
Desde 1909 - miembro electo del Consejo de Estado de la Academia de ciencias y universidades. 
I. Kh. Ozerov habló en muchas ciudades de Rusia con conferencias públicas. Tomó parte en el trabajo de varias comisiones gubernamentales del Ministerio de finanzas, comercio e industria.  Con objetivos de investigación dando vueltas a Rusia, conocer la producción real y las actividades bancarias, Ozerov dio a los empresarios, ingenieros y contadores una variedad de consejos vitales: "Vi que hay algo para atar a la cabeza del torso o la cola": por eso, recomendó comprar un área forestal en una fábrica de papel, no depender de los precios de la madera; planta de cemento - para construir una calzada, utilizar carbón barato cerca de Moscú; alcalde de Moscú - utilice carbón quemado en minas cerca de Moscú para iluminar y calentar la ciudad. 
Desde el 1 de enero de 1914 - Consejero de Estado; fue galardonado con la Orden de Santa Ana 2 ° grado (1909) y la Orden de San Vladimir de 4º grado (1912).
En abril de 1917 renunció a la Universidad de Moscú. Después del revolucionario 1917 Ozerov, a diferencia de muchos banqueros y empresarios rusos, no siguió en la emigración y se quedó en Rusia, donde continuó sus actividades científicas, en particular, desarrolló el concepto de crear un banco agrícola, investigó los problemas financieros del comercio nacional y exterior, estudió los temas de la organización científica del trabajo.
En 1918, I. Kh. Ozerov se convirtió en el asesor económico de Hetman Skoropadsky en Ucrania. En 1919 regresó a Moscú. Dio clases en el Instituto Industrial. Servido en el Instituto de Estudios Ambientales (desde 1919), colaboró con el Instituto de Finanzas y economía del Comisariado de Finanzas de los Pueblos. Enseñó en la facultad de ciencias sociales de la Universidad Estatal de Moscú (1920/1921); impartí el curso “Introducción a la ciencia financiera”.  Cooperando con la revista "El economista" departamento industrial y económico de la sociedad técnica Rusa, ofreció eficaz, desde su punto de vista, maneras de sacar al país del caos. En 1919-1921 enseñó en la Universidad Financiera bajo el gobierno de la Federación Rusa, impartí el curso "Fundamentos de la ciencia financiera".
En 1922, se consideró la posibilidad de expulsar a Ozerov en un "vapor filosófico", pero al final el científico fue reconocido como no peligroso. En 1927 se retiró. Fue arrestado el 28 de enero de 1930 y condenado a la pena capital con el reemplazo de 10 años de prisión. Todo el 1930 estuvo en la prisión de Butyrka, luego cumplió su condena en Solovki y en el Canal Mar Blanco-Báltico. En 1933 fue amnistiado y fue a Voronezh, donde la esposa dejó el enlace. Por decreto de la CEC de la URSS el 19 de junio de 1935 se levantó su condena y en 1936, él y su esposa se instalaron en la Casa de Científicos Ancianos de Leningrado. Hay Ozerov y murió durante el sitio de Leningrado; fue enterrado en el cementerio de Piskaryovsky. 
En San Petersburgo, en el departamento de Manuscritos de la Biblioteca Pública, hay recuerdos inéditos de Ozerov (F.541.Op.1.D..4).
Al concluir la Fiscalía de la URSS el 21 de enero de 1991, fue completamente rehabilitado.

## Vistas económicas
A principios del siglo XX, I. Kh. Ozerov se hizo famoso por sus numerosas obras, dedicado a la modernización del sistema socioeconómico y político de Rusia. Ozerov dejó atrás más de 50 libros, docenas de artículos. Ozerov fue el autor del primer y único libro de texto antes de la revolución "Fundamentos de la ciencia financiera", que representó cinco reimpresiones. Es el autor del libro “En el nuevo camino. A la liberación económica de Rusia ", "¿Qué nos enseña América?" “Las sociedades de consumo. Un bosquejo histórico de su desarrollo en Europa Occidental, América y Rusia ", “Reforma financiera en Rusia. ¿Dónde nos quita el dinero el estado y en qué gasta? ”, "La lucha de la sociedad y el estado con malas condiciones de trabajo", "El desarrollo de la solidaridad universal", "¡Luchar contra la oscuridad del pueblo!" Y otros. Ponente, en particular, para la reforma de la estructura de la docencia universitaria en ciencias sociales, creación en universidades clásicas de las facultades de economía, con la introducción obligatoria de cursos de historia nacional y mundial en ellos, amplia formación profesional de personal directivo para la industria rusa y las instituciones bancarias. Las principales obras de I. Kh. Ozerov fueron el desarrollo de la economía doméstica y recuperación del sistema financiero del país. Sin embargo, no prestó menos atención a los problemas de institucionalizar los intereses de grupo, considerándolos en el contexto de los cambios en la vida económica de Europa y Estados Unidos. Su investigación se hizo eco en general de los desarrollos teóricos de los representantes de la escuela histórica alemana (incluso en el análisis de problemas históricos y económicos específicos), así como las investigaciones de T. Veblen.

### Opiniones sobre la industrialización
La sociedad rusa en el tema de la industrialización de Rusia se mantuvo en un nivel muy bajo. La sociedad rusa vivió una noble moral: lejos de la industria, esto es algo impuro e indigno para todo intelectual. Pero sentarse a las cartas, beber al mismo tiempo y regañar al gobierno es la verdadera ocupación de la persona pensante. <...> Seguimos dominando las ideas populistas <...> es decir, que la industria no es un asunto público, sino privado, que todo industrial es un delincuente que debe ser encarcelado, que no hace nada útil; no entendieron que la plantación de una industria grande y fuerte y con ella la clase trabajadora que tenemos - lo mejor

Estaba muy entusiasmado con la industrialización de Rusia, y a menudo me llamaban el trovador de la industria rusa. Soñé con beber, infectar a nuestro país con entusiasmo creativo e insté a todos a participar en la creación de la industria en nuestro país; es hora de dejar de ser un afluente de Europa, tienes que pararte en tus propios pies, especialmente cuando tenemos tanta riqueza natural; e insté a todos, desde viejos a jóvenes, a estar bajo el estandarte del economismo, a comprar acciones de empresas industriales, si no a la actividad creativa, a participar en la creación de la industria, al menos con sus propios ahorros

### Opiniones sobre emprendimiento y cooperación
Ozerov creía que "necesitamos crear un nuevo tipo de empresario, con una perspectiva amplia, a gran escala, con otros métodos". Habló y escribió sobre la necesidad de establecer en Rusia un "sistema social resistente, lo que daría a todos la oportunidad de desarrollar sus fuerzas ", abogó por el cultivo del interés en la ciencia, nutriendo "otra generación con cabezas diferentes, otros hábitos", favoreció la transición del régimen de trabajo mal remunerado muy pagado.
Ozerov buscaba formas de producción socialmente más equitativas y consideraba que la cooperación era una contramedida al monopolio. El creyó que en una perspectiva histórica, la cooperación podría hacer ajustes al sistema legal, mejorar el presupuesto, revelar su potencial. Ozerov fue la más consistente de las llamadas sociedades de consumo, capaz de combinar diferentes clases, reducir o bloquear completamente la tensión social que inevitablemente crece bajo el capitalismo. Según él, en la sociedad de consumo "personas de diferentes clases, los estados <...> se unen para una causa común, y aprenden a apreciarse y respetarse mutuamente. Las clases altas no serán tan indiferentes a las demandas de la clase trabajadora, y los trabajadores, a su vez, se familiarizaron con el mecanismo de producción, las condiciones de venta, el impacto del mercado sobre él, harán exigencias prácticas".
Es de destacar que el espíritu empresarial de los viejos creyentes se basó en las ideas de Ozerov en su exitosa actividad empresarial.

### Opiniones sobre la intervención estatal en la economía
Ozerov estaba convencido de que mucho depende del gobierno, que el gobierno visionario construirá el bienestar económico de Rusia "sobre su base natural - el bienestar del campesino ruso. De lo contrario, todo este desarrollo económico será efímero”. La vida económica de Rusia bajo Nicolás II le recordó a Ozerov "la vida de un jugador dependiendo de la cosecha y el fracaso de la cosecha".
Ozerov enfatizó que sin sacar la política económica general de las reforma agraria Stolypin, que calificó como una iniciativa "creativa" del gobierno de "enorme importancia", "no puede haber mucha confusión".

### Opiniones sobre política financiera
Ozerov se indignó por el curso del Ministerio de finanzas, cuando se enviaban sumas enormes a las cuentas corrientes de bancos extranjeros, alimentando el mercado de dinero en el extranjero, en lugar de utilizar estos fondos para el desarrollo de la economía nacional. 
Ozerov se opuso a la creación de una fundación de vodka de vino para el presupuesto de la agricultura de Rusia y llamó a "bombear y bombear muy vigorosamente en los bolsillos de la población".
En el país practicó impuestos durante décadas - uniforme para aquellos u otros segmentos de la población. Esto a pesar del hecho de que los campesinos han sido diferentes en términos de propiedad, y los terratenientes - que se hicieron ricos y que se quebraron, y la heterogeneidad de la fraternidad comercial es directamente conspicua. Durante años, Ozerov abogó por la introducción de un impuesto a la renta diferenciado (elástico), convencido en el valor estimulante de esta innovación (conocido en Europa y América) para el desarrollo de las clases y la vida económica, para reponer el tesoro del estado.
Ozerov tenía su propio programa ("no partidista") para mejorar el presupuesto ruso, se alimenta principalmente de los impuestos al consumo. Previó una redistribución de la carga fiscal en favor de los pobres y una tributación más amplia de las herencias, revisión de las tasas salariales oficiales para altos funcionarios, detener las prácticas perniciosas de los presupuestos tácitos, fortalecimiento del sistema de control estatal y convirtiéndolo en una fuerza efectiva, nutriendo la conciencia con los contribuyentes rusos.
En su libro Cómo se gasta el dinero de la gente en Rusia (1908), Ozerov escribe:

Los fondos estatales a menudo se gastaban con nosotros esencialmente mal, no en interés de la economía nacional en general,  como los gastos productivos ocuparon un lugar absolutamente insignificante en nuestro presupuesto ...
La gestión de nuestra economía estatal debe ser completamente pública, y con un secreto administrativo aquí es el momento de terminarlo...
Nuestro banco central está en una posición anormal, se sabe que está sujeto a la autoridad exclusiva...
Las cifras de nuestro presupuesto estatal no siempre expresan los costos reales de una u otra necesidad. Muchos departamentos y agencias tienen sus propios fondos especiales o capital especial del que se extraen fondos para diversos tipos de metas y objetivos...
La economía del petróleo también es conducida racionalmente por nosotros. El poder del gobierno está fuertemente influenciado por las grandes empresas. El pais necesita dinero, y los dueños del petróleo nunca obtienen grandes dividendos...
Teníamos suficiente dinero para todo, pero nos faltaba para la cultura del cerebro, la cabeza ...
Nuestro sistema de impuestos feo debe ser reconstruido radicalmente. Hasta ahora, fue construido bajo la influencia de estados de ánimo diminutos: necesitaban dinero, y trataron de recogerlos allí, donde en este momento la forma más fácil y fácil de conseguirlos, de ninguna manera hacer frente a cómo esto afectará a la población

## Planificación urbana
En 1906 publicó el libro "Las grandes ciudades, sus tareas y herramientas de control", convirtiéndose en uno de los fundadores de la teoría de la planificación urbana. Criticó a las ciudades rusas en comparación con las europeas por el atraso de las comunicaciones de transporte.

## Actividades de escritura
Bajo el seudónimo Z. Ihorova publicó obras de arte a principios del siglo XX "Confesión de un hombre", "Notas de suicidio", "Canciones de los sin techo".

## Actividades comerciales
En 1911, Ozerov fue invitado a la junta directiva del banco ruso-asiático Alexey Ivanovich Putilov. Entonces Ozerov en la "palabra rusa" publicó un artículo sobre la especulación de los bancos rusos, por lo que todos los miembros de la junta se levantaron en armas, y se vio obligado a abandonar el banco.
Ozerov era accionista y un miembro de la junta de las minas de oro de Lena, planta de cemento Erivan, Tula land bank, la sociedad anónima Hanzhonkova, fábrica de papel Ruso, editores Sytin, fábrica de fósforo Lapshin y otros. Le ofrecí a I. D. Sytin la cooperación para publicar mi propio periódico, a “ganar influencia en la formación de la opinión pública en nuestro país”, sin embargo, Sytin no quería pelearse con el gobierno, quien dio órdenes para imprimir libros de texto. Poco antes de la Revolución de febrero, Ozerov compró acciones de la planta de cemento Erinsky por 105 rublos cada uno, y luego los vendió por 300, ganando más de 1 millón de rublos.

## Forma de vida
I. Kh. Ozerov caminó durante años con la misma ropa, no tímido en los restaurantes, viajé en segundo grado. Sin embargo, esto no le impidió ceder a varias tentaciones: "no le importó, como dijo," beber y pasear con bailarinas ", probé drogas, escribí guiones de A. A. Janzhónkov".
En 1911 legó todo su capital a la educación económica de la población, distribución gratuita de millones de ejemplares de sus libros y artículos, "llamando a la creatividad", en todos los pueblos, aldeas, gobiernos parroquiales, fábricas. En este acto, siguió el rastro de un conocido empresario filántropo Kh. S. Ledentsov quien se encontraba entre los ejecutores, cumpliendo su testamento testamentario.

## Actitud hacia las transformaciones revolucionarias
En 1915, Ozerov criticó duramente la situación actual:

Si Pedro el Grande hubiera resucitado en la actualidad, lo amargo que sería para él ver, lo que se está haciendo con nosotros, nuestro estancamiento. Es precisamente este retraso de otros países lo que enfatizo constantemente. El golfo que nos separa de otros países, todo crece y crece a pesar del progreso industrial, con efectivo estamos presentes en este momento

Lagos más claramente que muchos (especialmente después de la revolución de 1905) vieron, que problemas amenaza Rusia, la política no resuelta, cuestiones económicas y sociales. El sistema real lo consideraba obsoleto, infructuoso, contrario a los intereses del país.
En 1917, un científico responde abiertamente sobre el gobierno provisional, cuyos ministros "no estaban hablando de reforma agraria, pero sobre si es posible permitir mítines en el territorio por donde pasan los tranvías y se colocan sus vías".
En enero de 1918, Ozerov publicó en el periódico "Our Time" un artículo titulado "Próximos constructores: frío y hambre". En ella escribe:

No encenderemos al proletariado europeo con nuestro insensato intento infantil de crear un sistema socialista. Es cierto que aseguraremos todo el mundo a expensas de la producción de tales experimentos, y tal vez esta es nuestra misión histórica - ser estiércol para la verdadera cultura

## Escritos
- Impuesto sobre la renta en Inglaterra y las condiciones económicas y sociales de su existencia (1898; tesis de maestría)
- "Las principales tendencias en el desarrollo de la tributación directa en Alemania" (1900; tesis doctoral)
- "¿Qué es una sociedad de consumo? Cómo establecerlo y liderarlo ”(San Petersburgo, 1896) - medalla de oro en la Exposición Mundial de París (1900) y el premio de la facultad de derecho de la Universidad de Moscú
- "Los resultados del desarrollo económico del siglo XIX" (San Petersburgo, 1902)
- "Correo en Rusia y en el extranjero" (San Petersburgo, 1902)
- "Comités de fábrica y convenio colectivo" (M., 1902)
- "La sociedad de consumo. Un bosquejo histórico de su desarrollo en Europa occidental, América y Rusia. Una breve guía para la fundación y gestión de las sociedades de consumo "1ª edición en 1894, la 2ª edición aumentada emitida por la editorial “S. Dorovatovsky y A. Charushnikov "en 1899 con una tirada de 3200 ejemplares. En 1909 reeditado en forma abreviada Sytin
- "El desarrollo de la solidaridad universal" (M., 1902)
- "Sobre los métodos de estudio de la ciencia financiera" (Moscú, 1903)
- "América va a Europa" (San Petersburgo, 1903)
- "Ensayos sobre la vida económica y financiera de Rusia y Occidente" (segunda colección de artículos, M., 1904)
- "Confesión de una persona a principios del siglo XX" (bajo un seudónimo. Egorov, M., 1904)
- ¡En el nuevo camino! A la liberación económica de Rusia (Moscú, 1904)
- "Derecho financiero. Tema I. La doctrina del ingreso ordinario "; Tema II: “Presupuesto, finanzas locales, estado. crédito "(m., 1905)
- "Las necesidades de la clase obrera en Rusia" (Moscú, 1905)
- "Seguro de trabajadores en Alemania" (folleto)
- "Política sobre la cuestión de trabajo en Rusia en los últimos años (según documentos no publicados)" (Moscú, 1906)
- "Política financiera" (Oserow, I. Die Finanzpolitik. En: Melnik, J. (1906): Russen über Russland Francfort a. M., Rütten & Loening, p. 208-250)
- "Presupuesto ruso" (1907)
- "¿Qué nos enseña América?" (1908)
- "Plantas mineras de los Urales" (1910)
- "Que hacer?" (1913)
- "Fundamentos de la ciencia financiera" (curso universitario; 4ª edición, 1913)
- Ozerov I. Kh. Las grandes ciudades, sus tareas y herramientas de gestión: (Pub. Lecture). - M., 1906.
- Ozerov I.Kh., Fundamentos de Ciencias Financieras Archivado el 19 de marzo de 2018 en Wayback Machine.
- Escuela Rusa de Derecho Financiero: Retratos sobre el Fondo del Tiempo
- Ozerov I. Kh. Rusia económica y su política financiera a finales del siglo XIX y principios del siglo XX. - M., 1905.
- Ozerov I. Kh. De la vida del trabajo: Sáb. st. - M., 1904. - 2 toneladas
- Nuestra escuela superior y nuestra vida (para jóvenes) // revista "New Word" № 1, 1914
- Notas suicidas (bajo pseudo. Ihor; M., 1911)
- Canciones de las personas sin hogar (bajo el pseudo. Ihor; M., 1912)
- "Nueva Rusia" (1916)

### Edición moderna
- Ozerov I. Kh. "¿Cómo se gasta el dinero de la gente en Rusia?", La historia económica de Rusia. Sociedad de Comerciantes e Industriales de Rusia, 2005

## Literatura
- Universidad Imperial de Moscú: 1755-1917: Diccionario Enciclopédico / Andreev A. Yu., Tsygankov D. A. .. - Moscú: Enciclopedia Política Rusa (ROSSPEN), 2010. - p. 527-528. - 894 s. - 2 000 copias - ISBN 978-5-8243-1429-8.
- Volkov V. A., Kulikova M. V., Loginov V. S. Moscú Profesores del siglo XVIII - principios del siglo XX. Humanidades y ciencias sociales. - M.: Janus-K, 2006. - Pág. 180. - 300 p. - 2000 ejemplares. - ISBN 5–8037–0318–4.

Fuentes externas
- M.N. Baryshnikov En la raíz del institucionalismo ruso (del patrimonio creativo de I. Kh. Ozerov) (enlace roto disponible en Internet Archive; véase el historial, la primera versión y la última).
- M.N. Baryshnikov I. Kh. Ozerov: INSTITUTOS, INTERESES DE GRUPO Y DESARROLLO DE LA ECONOMÍA
- Evgeny Efimov Feliz vida amarga de Ivan Ozerov
- Ozerov Ivan Khristoforovich